# Meiji Jingu Stadium
Il Meiji Jingu Stadium, in giapponese Meiji Jingū Yakyūjō (明治神宮野球場?), è uno stadio di baseball situato a Tokyo, in Giappone, nel quartiere speciale Shinjuku. Inaugurato nel 1926, è il secondo stadio di baseball più antico del Giappone, e può ospitare 37933 persone.
È dedicato principalmente al baseball, e dal 1964 ospita le partite casalinghe dei Tokyo Yakult Swallows. Oltre a ciò, è anche sede della Tokyo Big6 Baseball League (sin dal 1926) e della Tohto University Baseball League (dal 1932).

## Storia
I lavori per la sua costruzione iniziarono nel dicembre 1925. L'apertura ebbe luogo meno di un anno dopo, il 23 ottobre 1926. È uno dei tre stadi ancora esistenti in cui giocò Babe Ruth, il quale disputò una tournée nel 1934 insieme ad altri famosi giocatori americani come Lou Gehrig e Jimmie Foxx (gli altri due stadi in questione sono Wrigley Field a Chicago e Fenway Park a Boston).
Il 1964 fu l'anno dello spostamento dei Tokyo Yakult Swallows dal Korakuen Stadium al Meiji Jingu Stadium.
Nel 2019, i gruppi Meiji Jingu Gaien, il Japan Sports Council, Mitsui Fudosan e Itochu Corporation decisero di riqualificare sia il Meiji Jingu Stadium che l'adiacente Stadio Principe Chichibu, impianto quest'ultimo dedicato al rugby a 15. Secondo i piani, lo stadio del rugby verrebbe edificato sul terreno del campo secondario (una volta demolito) dell'attuale Meiji Jingu Stadium. Il nuovo stadio del baseball verrebbe poi costruito sul sito del vecchio stadio del rugby.

## Nella cultura di massa
Il Meiji Jingu Stadium è spesso apparso in manga e anime dedicati al baseball, tra cui Ace of Diamond e Gurazeni. Viene menzionato nel romanzo del 1937 di Genzaburō Yoshino dal titolo E voi come vivrete? e nella raccolta di racconti intitolata Prima persona singolare di Haruki Murakami.